# Jai Waetford
Jai Waetford es un cantautor, actor y presentador australiano, conocido por haber participado en el programa The X Factor Australia.

## Biografía
Es hijo de Alana Dow, sus abuelos son Hannah y Roger Dow.
Es buen amigo de la modelo Sarah Ellen.

## Carrera
En el 2013 se unió a la quinta temporada de la versión australiana del programa The X Factor. Cuando audicionó lo hizo con la canción Different Worlds de Jes Hudak y con una canción original titulada Don't Let Me Go. Durante el primer día del campamento Jai interpretó Titanium de David Guetta, al pasar a la segunda etapa interpretó Last Request de Paulo Nutini. Durante el último día del campamento Waetford interpretó We Are Never Ever Getting Back Together de Taylor Swift, luego de pasar fue puesto en el equipo de "Hombres Menores de 24 años" bajo la tutoría del cantante Ronan Keating. Jai cantó Always on My Mind de Elvis Presley, durante la final quedó en tercer lugar. 
El 2 de mayo de 2016 se unió al elenco recurrente de la serie australiana Neighbours donde interpretó a Angus Beaumont-Hannay, el hijo de Sarah Beaumont (Nicola Charles), hasta el 28 de junio de 2016 después de que Angus decidiera acompañar a su mamá a Alemania para que recibiera su tratamiento.
En octubre del 2017, se dio inicio a The Share Space, un programa en el que ocho artistas tienen 30 días para crear y colaborar entre ellos. Jai participa como presentador junto a la cantante australiana Alli Simpson

## Filmografía

### Series de televisión
| Año  | Título     | Personaje             | Notas        |
| ---- | ---------- | --------------------- | ------------ |
| 2016 | Neighbours | Angus Beaumont-Hannay | 23 episodios |

### Apariciones
| Año  | Programa     | Notas                      |
| ---- | ------------ | -------------------------- |
| 2013 | The X Factor | 21 episodios - concursante |

## Música[6]
En el 2013 poco después de obtener el tercer lugar en la versión australiana del programa de canto "The X Factor", Jai firmó con "Sony Music Australia" y lanzó su primer single Your Eyes, el cual obtuvo la sexta posición en el ARIA Singles Chart y fue certificada oro por la "Australian Recording Industry Association" por obtener ventas superiores a 35.000 copias.  El 23 de noviembre del 2013 realizó una gira junto a Third Degree, Taylor Henderson, Dami Im y Jiordan Tolli para el "The X Factor Live Tour", el cual terminó el 2 de diciembre del mismo año.
El 6 de diciembre del 2013 lanzó su EP: "Jai Waetford EP", el cual alcanzó el puesto número 21 en los álbumes ARIA.
Su segundo EP: "Get to Know You" fue lanzado el 28 de marzo del 2014, su canción principal fue lanzada como sencillo y alcanzó el puesto número 32 en el ARIA Singles Chart. Ese mismo año formó parte del álbum "The Spirit of Christmas 2014" donde participó en la canción White Christmas junto a otros artistas.
Waetford actuó como acto de apoyo para Justice Crew durante el "#HypeTour" en abril del 2014 alrededor de Australia.
Su tercer EP: "Shy" conformado por 4 covers y un sencillo gue lanzado el 16 de enero del 2015.
Waetford cita a Michael Jackson, Elvis Presley, Stevie Wonder, Bruno Mars, Guy Sebastian y Justin Bieber como sus influencias musicales.
En el 2016 actuó como acto de apoyo para Little Mix durante el "The Get Weird Tour" en Australia. Ese mismo año actuó como acto de apoyo para el "Revival Tour" de Selena Gomez. El 3 de junio del 2016 se estrenó su más reciente EP: "Heart Miles".

### Extended play/ Álbum
| Año  | Título          | Notas                                                                                       | Tabla de Posiciones (Australia) ARIA Charts |
| ---- | --------------- | ------------------------------------------------------------------------------------------- | ------------------------------------------- |
| 2016 | Heart Miles     | Estreno: 3 de junio de 2016 Label: "Sony Music Australia" Formato: CD, descarga digital     | 24                                          |
| 2015 | Shy             | Estreno: 16 de enero de 2015 Label: "Sony Music Australia" Formato: CD, descarga digital    | -                                           |
| 2014 | Get to Know You | Estreno: 28 de marzo de 2014 Label: "Sony Music Australia" Formato: CD, descarga digital    | -                                           |
| 2013 | Jai Waetford EP | Estreno: 6 de diciembre de 2013 Label: "Sony Music Australia" Formato: CD, descarga digital | 21                                          |

### Singles
| Año  | Título                       | Tabla de Posiciones (Australia) ARIA Charts | Certificaciones | Álbum           |
| ---- | ---------------------------- | ------------------------------------------- | --------------- | --------------- |
| 2016 | Waves (single)               | -                                           | -               | Heart Miles     |
| 2016 | Living Not Dreaming (single) | -                                           | -               | Heart Miles     |
| 2014 | Shy (single)                 | -                                           | -               | Shy             |
| 2014 | Get to Know You (single)     | 32                                          | -               | Get to Know You |
| 2013 | Your Eyes (single)           | 6                                           | ARIA: Oro       | Jai Waetford EP |

### Canciones
Otras canciones posicionadas.
| Año  | Título                                        | Tabla de Posiciones (Australia) ARIA Charts |
| ---- | --------------------------------------------- | ------------------------------------------- |
| 2013 | Don't Let Me Go                               | 37                                          |
| 2013 | Dynamite (de Taio Cruz)                       | 89                                          |
| 2013 | Somewhere Only We Know (de la banda Keane)    | 95                                          |
| 2013 | That Should Be Me (de Justin Bieber)          | 83                                          |
| 2013 | The Way You Make Me Feel (de Michael Jackson) | 97                                          |
| 2013 | Fix You (de Coldplay)                         | 55                                          |

### Videos musicales
| Año  | Título              | Director (a)  |
| ---- | ------------------- | ------------- |
| 2016 | Heart Miles         | -             |
| 2016 | Living Not Dreaming | Nick Waterman |
| 2015 | Shy                 | -             |
| 2014 | Get to Know You     | -             |

## Premios y nominaciones
| Año  | Categoría                        | Premio               | Resultado |
| ---- | -------------------------------- | -------------------- | --------- |
| 2013 | Favourite Australian Male Artist | Poprepublic.tv Award | Nominado  |
| 2013 | Breakthrough Artist              | Poprepublic.tv Award | Nominado  |